# Normandy (Tennessee)
Normandy es un pueblo ubicado en el condado de Bedford en el estado estadounidense de Tennessee. En el Censo de 2010 tenía una población de 141 habitantes y una densidad poblacional de 236,7 personas por km².

## Geografía
Normandy se encuentra ubicado en las coordenadas 35°27′8″N 86°15′29″O / 35.45222, -86.25806. Según la Oficina del Censo de los Estados Unidos, Normandy tiene una superficie total de 0.6 km², de la cual 0.6 km² corresponden a tierra firme y (0%) 0 km² es agua.

## Demografía
Según el censo de 2010, había 141 personas residiendo en Normandy. La densidad de población era de 236,7 hab./km². De los 141 habitantes, Normandy estaba compuesto por el 96.45% blancos, el 0% eran afroamericanos, el 1.42% eran amerindios, el 0% eran asiáticos, el 0% eran isleños del Pacífico, el 0.71% eran de otras razas y el 1.42% pertenecían a dos o más razas. Del total de la población el 0.71% eran hispanos o latinos de cualquier raza.